# Jan Nepomucen Gąntkowski
Jan Nepomucen Gąntkowski (Gątkowski) (ur. 1 maja 1814 w Oświęcimiu, zm. w 1878 we Lwowie) – polski poeta, historyk, bibliofil oraz pedagog.

## Życiorys
Urodził się 1 maja 1814 w Oświęcimiu w mieszczańskiej rodzinie, z ojca Bogusława oraz matki Marianny z domu Krulik. Ojciec był właścicielem hotelu w Oświęcimiu.
W latach 1861–75 Gątkowski syn objął stanowisko dyrektora szkoły głównej, rzymskokatolickiej (Musterhauptschule) we Lwowie. Od 1875 roku był nauczycielem kierującym czteroklasową szkołą główną wzorową im. G. Piramowicza, zlokalizowaną w ratuszu we Lwowie. Interesował się historią oraz przyrodoznawstwem. Zakupił grunty na Łyczakowie we Lwowie, gdzie przeprowadzał badania geologiczne, poszukując (według tradycji rodzinnej) złota. 
Zmarł we Lwowie w 1878 roku, pozostawiając po sobie cenną bibliotekę oraz poważne zbiory geologiczne, które jego żona ofiarowała szkole, w której Gątkowski był nauczycielem.

## Działalność wydawnicza
Zajmował się pisarstwem oraz był wydawcą książek. Wydał:
- "Bajki mazurskie" (1841) – zbiór poezji wydany w Wiedniu,
- "Bukiet, czyli zbiór powiastek dla dobrych dzieci" (1841) – zbiór bajek poetyckich dla dzieci wydany w Przemyślu,
- "Rys dziejów księstwa oświęcimskiego i zatorskiego" (1867) –  książka historyczna wydana we Lwowie.
- "Piosenki dla uczniów małych" (1876) – śpiewnik dla dzieci wydany we Lwowie.